# L'hotel elèctric
L'hotel elèctric és una pel·lícula de Segundo de Chomón, considerat pioner dels efectes especials, de 1908. Es considerada la primera pel·lícula que va utilitzar el recurs de l'animació fotograma a fotograma de la història del cinema (procediment del pas de maneta, propi dels primers anys del segle xx). Els actors protagonistes són Julienne Mathieu i Segundo de Chomón.
En els crèdits de la mateixa apareix el següent rètol: Primera película en el mundo sirviéndose del sistema de paso de manivela, inventado por Chomón. I així és, malgrat s'ha cregut durant molt temps que James Stuart Blackton (1875-1941) ja havia realitzat als Estats Units la pel·lícula La casa encantada (The Haunted House, 1907), que havia obtingut un rotund èxit comercial gràcies a aquest procediment, pel qual s'animaven els objectes i cobraven vida pròpia. Rigorosos estudis recents però, han demostrat que la pel·lícula de Blackton no emprava animació fotograma a fotograma pròpiament dita, sinó la filmació continua d'uns dibuixos fixos que canviaven per tall cada vegada que un actor –el mateix Blackton– interaccionava amb ells. Aquest recurs ja havia estat emprat per Georges Méliès a Escamotage d'une dame au théâtre Robert-Houdin (1896).
La productora Pathé, per a la qual en aquell moment treballava Chomón, va decidir fer una versió pròpia de la pel·lícula de Blackton i van encarregar el projecte a l'aragonès. Chomón va haver de treballar meticulosament per imitar i encara superar a la pel·lícula nord-americana, ja que es va implantar la tècnica del pas de maneta, de la seva creació, va millorar la posada en escena, i va afegir uns efectes de llamps dibuixant sobre el mateix fotograma. El resultat va ser un èxit encara més gran que el que va obtenir la cinta de Blackton.

## Argument
L'hotel elèctric comença amb un matrimoni  que arriba a un hotel i demana una habitació. En aquest, tot funciona de manera elèctrica i, per això, les maletes pugen soles a l'habitació, quan arriben s'obren i els objectes es guarden sols als armaris. Un cop a l'habitació, criden al servei d'habitacions i, en comptes d'aquest, apareix una taula amb la qual poden controlar les accions que duen a terme els objectes com per exemple pentinar el cabell de la dona o afaitar a l'home, entre d'altres. Però quan l'encarregat de la maquinària elèctrica de l'hotel comença a connectar i desconnectar la electricitat, els  objectes comencen un caòtic frenesí de moviment desordenat i l'habitació del matrimoni queda en mal estat.

## Tècnica
La tècnica cinematogràfica d'animació emprada en aquesta pel·lícula és el pas de maneta, que després acabarà sent conegut com stop motion, mitjançant la qual els objectes inanimats cobren vida. L'hotel elèctric forma part dels inicis d'aquesta tècnica d'animació. Es pot atribuir el desenvolupament del pas de maneta a Segundo de Chomón. El que va fer va ser gravar fotograma a fotograma la posició dels objectes inanimats (mobles, maletes, roba, entre d'altres) per aconseguir que, un cop finalitzada la pel·lícula, aquests es moguéssin sols, que es converteixen en objectes animats. Aquest va ser l'inici, però Segundo de Chomón va continuar utilitzant aquesta tècnica i, posteriorment, va passar a animar ninots o titelles. Un exemple el trobem a El teatre elèctric de Bob (1909) o a Lulù (1923), entre d'altres.
Aquesta pel·lícula va ser una novetat en aquell momentja que els espectadors no estaven acostumats a veure efectes especials que aconsegueixen donar vida als objectes.